# فهرست بوم‌ناحیه‌های لسوتو
در زیر فهرستی از بوم‌ناحیه‌ها در لسوتو آمده‌است که توسط صندوق جهانی طبیعت (WWF) مشخص شده‌است.

## بوم‌ناحیه‌های خشکی
لسوتو در قلمرو آفریقای حاره‌ای قرار دارد. بوم‌ناحیه‌ها بر اساس زیست‌بوم فهرست شده‌اند.سه زیست‌بوم اصلی آن در دستهٔ زیست‌بوم‌های «چمن‌زارها و درختچه‌زارهای کوهستانی» طبقه‌بندی می‌شوند:
چمن‌زارها و جنگل‌های مرتفع دراکنزبرگ
چمن‌زارها، جنگل‌ها و مراتع کوهستانی دراکنزبرگ
چمن‌زارهای بلندولد

## بوم‌ناحیه‌های آب شیرین
دراکنزبرگ – ارتفاعات مالوتی 
بلندولد معتدل جنوبی 